# Санта Виторија (Л'Аквила)
Санта Виторија (итал. Santa Vittoria) је насеље у Италији у округу Л'Аквила, региону Абруцо.
Према процени из 2011. у насељу је живело 49 становника. Насеље се налази на надморској висини од 1093 м.